# Art rupestre de l'extrem sud de la península Ibèrica

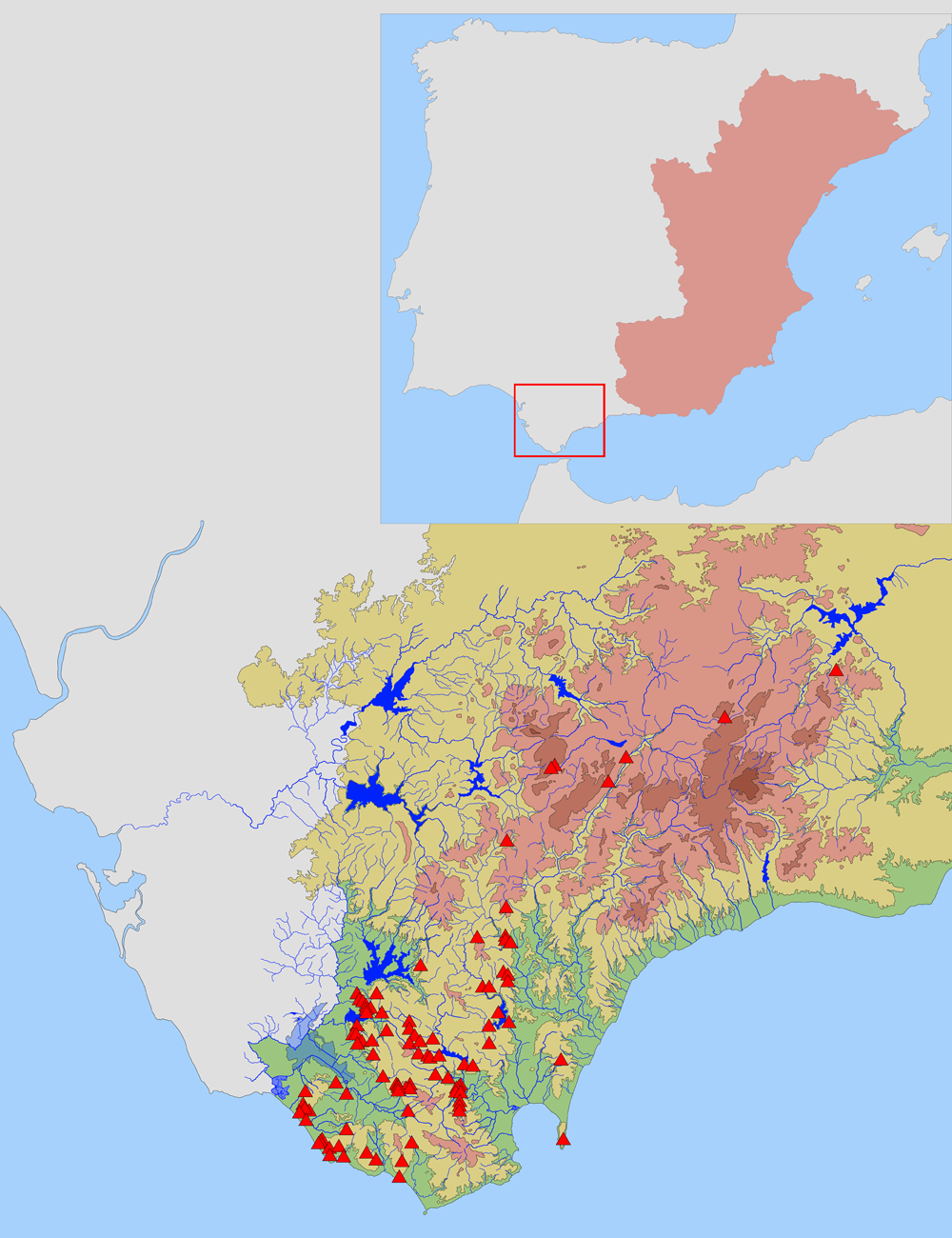

L'art rupestre de l'extrem sud de la península Ibèrica, conegut localment com a art meridional, es refereix a l'art rupestre de la província andalusa de Cadis, així com de la de Màlaga.
Es tracta de més de cent-vuitanta coves i abrics en els quals hi ha representacions prehistòriques en forma de pintures i gravats. A la Cova de Nerja situada a la localitat de Maro, municipi de Nerja ( Màlaga), han estat datades unes pintures de foques que podrien ser la primera obra d'art coneguda de la història de la humanitat, amb 42.000 anys d'antiguitat, molt més antigues que les pintures rupestres de bisons de la coneguda Cova d'Altamira. Altres manifestacions a les parets d'aquestes coves són postpaleolíticas (Neolític, Calcolític, Edat del Bronze, Edat del Ferro). Dins el conjunt destaca el terme municipal de  Tarifa (província de Cadis) amb més de mig centenar de coves i abrics de totes les èpoques prehistòriques.

## Rellevància dels jaciments
La importància d'aquest art rupestre resideix en el fet que aquí hi ha manifestacions prehistòriques realitzades en un període que va durar gairebé 20.000 anys, que permeten contemplar els canvis d'estils, tècniques, evolucions i influències culturals que van tenir lloc durant tan dilatat espai de temps.
Destaquen:
- Cova de Nerja (Maro,  Màlaga). 42.000 anys. Destaquen: Gravats de foques.
- Cueva del Moro (Tarifa). Paleolític (antiguitat: 20.000 anys). Destaquen: Gravats de cavalls.
- Cova del Tajo de les Figures (Benalup). Neolític. Destaquen: Pintures rupestres d'aus.
- Cova de Bacinete (Los Barrios). Edat del Bronze. Destaquen: zoomorfos i antropomorfs.
- Cova de la Laja Alta (Jimena de la Frontera). Art protohistòric. Destaquen: Pintures rupestres de vaixells.

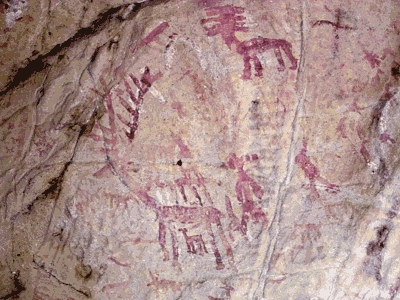
Tajo de les Figures
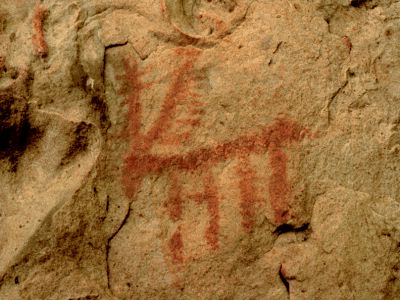
Cova de Bacinete
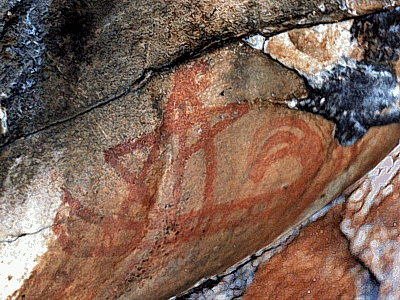
Cova de la Laja Alta
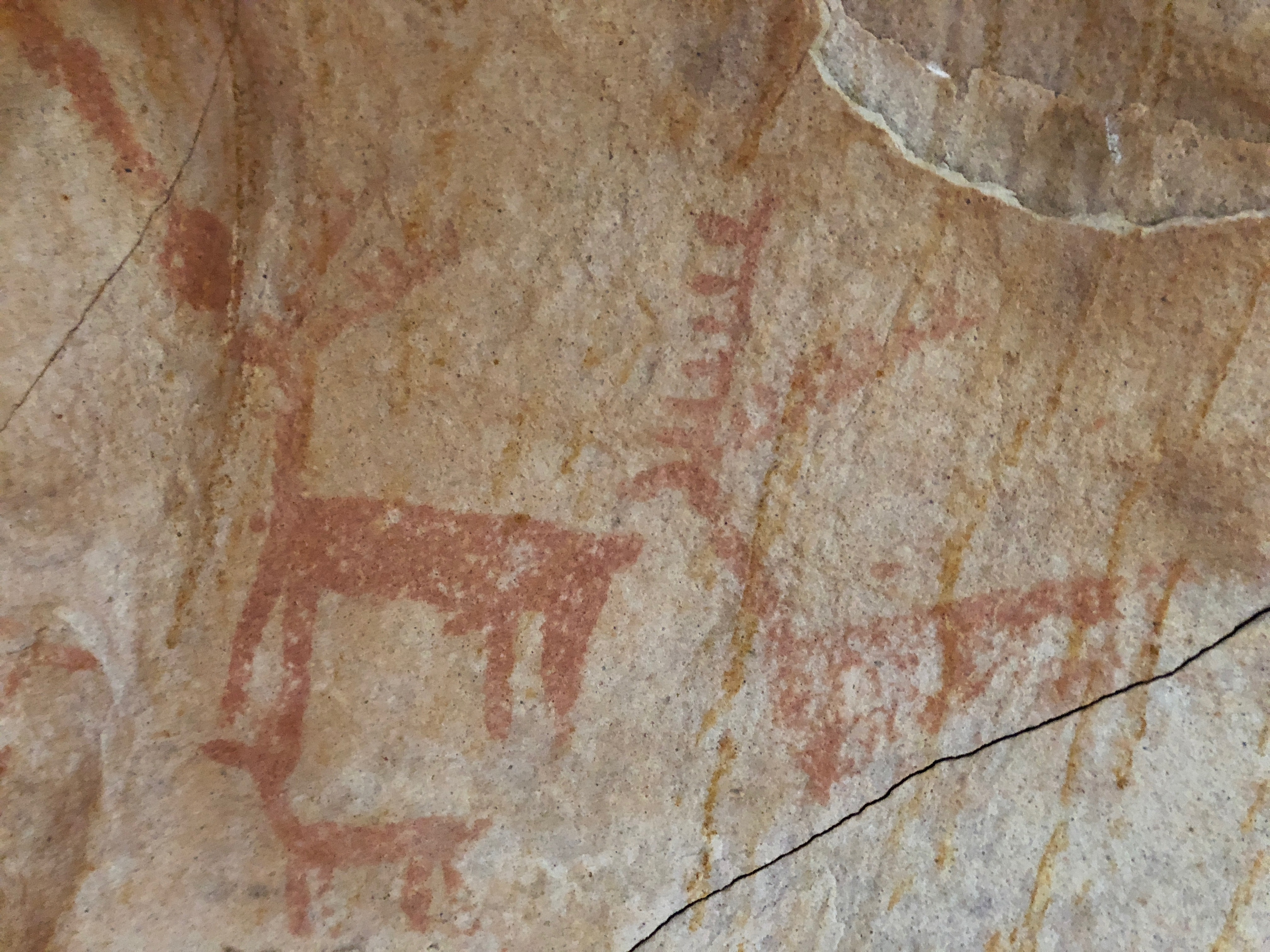
Cova de las Palomas

## El suport rocós de les pintures i gravats

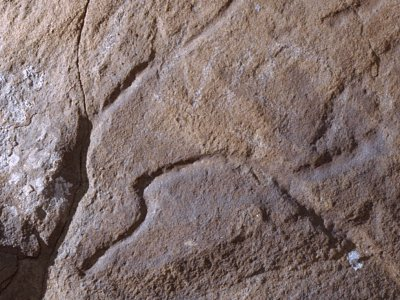
Gravat paleolític: Cap d'un cavall (Cova del Moro, Tarifa).

El suport físic de l'art rupestre del sud de la província de Cadis està constituït predominantment per gresos silícies (Arenisques l'Aljub). Aquestes roques sedimentàries, que estan compostes per sorres fines i grans de quars més o menys gruixuts, es caracteritzen per l'absència de calcària. La cementació en general és silícia (silicats menyspreables), observant també algunes d'òxids de ferro.
Els abrics d'aquestes serres estan formats principalment per l'efecte de l'erosió i la corrosió. Aquests processos de naturalesa física i química són el resultat de diversos factors (aigua, vent, calor, fred, vida animal i vegetal, processos tectònics, etc.) I predominen en la gènesi d'aquestes cavitats. Destaca sobretot l'abrasió eòlica a causa del fort  vent de llevant que sol bufar al voltant de l'estret de Gibraltar sota situacions anticiclòniques.
A regions de formació calcària i pluges abundants hi ha un altre tipus de coves: les coves de dissolució. El diòxid de carboni dissolt en l'aigua i àcids derivats dels components orgànics del terreny dissolen lentament la pedra calcària, i això forma amb el temps cavitats subterrànies.

## Protecció
El 25 d'abril de 2001, la Mancomunitat de Municipis del Camp de Gibraltar va aprovar la sol·licitud, dirigida a les autoritats competents, d'incloure en la llista del Patrimoni de la Humanitat de la UNESCO les manifestacions d'art rupestre de les Comarques del Camp de Gibraltar, de la Janda i zones limítrofes, segons apareixen detallades en l'estudi remès per Associació Gaditana per a l'Estudi i la Defensa del Patrimoni Arqueològic (AGEDPA), de manera que s'ampliés l'àmbit del conjunt, ja declarat Patrimoni de la Humanitat, Art Rupestre de l'Arc Mediterrani de la península Ibèrica. Es va aprovar «traslladar el contingut d'aquest Acord a tots els ajuntaments de la comarca perquè donin suport a aquesta iniciativa, així com a les diferents administracions públiques que resultin competents per recolzar aquesta petició i emplenar la sol·licitud formal davant la UNESCO». També la comissió de govern de la Mancomunitat de Municipis de la comarca de la Janda va adherir-se a la proposta en la reunió del 20 de novembre de 2003, .
La Comissió de Cultura del Parlament d'Andalusia va aprovar el 25 de maig de 2006 per unanimitat la Proposició no de Llei 7-06/PNLC-000109, relativa a l'art rupestre a Cadis i Màlaga], per tal d'instar la Junta d'Andalusia a que iniciés davant les autoritats del Ministeri de Cultura espanyol els tràmits per incorporar l'art rupestre a la llista del Patrimoni de la Humanitat de la UNESCO com a part de l'Art Rupestre de l'Arc Mediterrani de la península Ibèrica.